# Ерве Дюмер
Ерве Дюмер (фр. Hervé Demers, 30 вересня 1982, Квебек, Канада) — канадський режисер і продюсер кіно. Живе і працює в Монреалі.

## Фільмографія
- Ім'я, яке носиш (2016)
- Відтінок сірого (2013)
- На Землі як у раю (2007)